# Rhipha marginata
Rhipha marginata là một loài bướm đêm thuộc phân họ Arctiinae, họ Erebidae.